# Tafluprost
Tafluprost (INN) is een geneesmiddel voor de behandeling van glaucoom en verhoogde oogboldruk. Het bevordert de afvoer van oogvocht waardoor de oogdruk daalt.
Tafluprost behoort tot de synthetische prostaglandine-analoga; het is een prostaglandine F2α-analogon. Andere vergelijkbare prostaglandine-analoga zijn latanoprost, bimatoprost en travoprost.
Tafluprost werd ontwikkeld door de Japanse bedrijven Santen Pharmaceutical en Asahi Glass. Het wordt verkocht in oogdruppels van het merk Saflutan (Tapros in Japan). Het Amerikaanse Merck & Co. heeft in 2009 een licentie gekocht voor de verkoop van het product in Noord- en Zuid-Amerika, Afrika en West-Europa (behalve in Duitsland). Saflutan is o.m. vergund in Nederland (RVG-nummer 103823) en in België (vergunningsnummer BE384474, verleend op 1 februari 2011). Het is enkel op voorschrift verkrijgbaar.